# 蒂氏奇巨口魚
蒂氏奇巨口魚（学名：Aristostomias tittmanni）为輻鰭魚綱巨口鱼目巨口鱼科的其中一種。分布于東大西洋的亞速群島、西大西洋的墨西哥灣及加勒比海及東南太平洋的智利海域，為深海魚類，棲息深度15-2000公尺，體長可達21.5公分。

## 扩展阅读
維基物種上的相關：蒂氏奇巨口魚